# ラグラン男爵
ラグラン男爵（英語: Baron Raglan）は、連合王国貴族の男爵位。
ボーフォート公爵家の分流で陸軍軍人のフィッツロイ・サマセット元帥が、1852年に叙されたのに始まる。

## 歴史

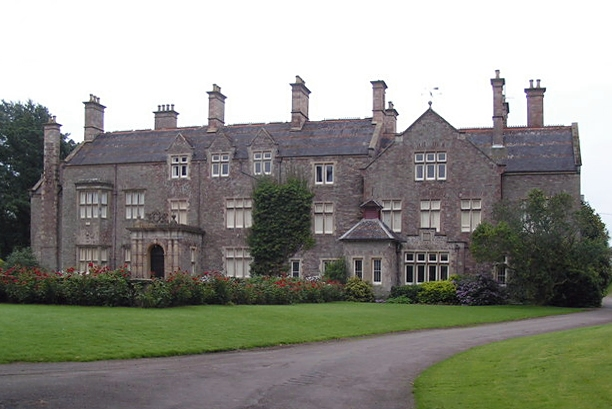
本邸セフンティラ・コート

第5代ボーフォート公爵ヘンリー・サマセット(1744-1803)の8男であるフィッツロイ・サマセット(1788-1855)は陸軍軍人として元帥まで昇進し、クリミア戦争で英軍の指揮をとった。1852年10月20日には連合王国貴族爵位モンマス州におけるラグランのラグラン男爵 (Baron Raglan, of Raglan in the County of Monmouth)に叙せられた。
彼の死後も彼の男系男子によって2016年現在まで継承され続けている。2016年現在の当主は6代ラグラン男爵ジェフリー・サマセット(1932-)である。
ラグラン男爵家にこの爵位以外の保有爵位・準男爵位は存在しない。
本邸はモンマスシャー・スランデンニにあるセフンティラ・コート。モットーは「変節や恐怖を恥とせよ（Mutare Vel Timere Sperno）」。

## ラグラン男爵 (1852年)
- 初代ラグラン男爵フィッツロイ・ジェイムズ・ヘンリー・サマセット (1788-1855)
- 2代ラグラン男爵リチャード・ヘンリー・フィッツロイ・サマセット（英語版） (1817-1884)
- 3代ラグラン男爵ジョージ・フィッツロイ・ヘンリー・サマセット（英語版） (1857-1921)
- 4代ラグラン男爵フィッツロイ・リチャード・サマセット（英語版） (1885-1964)
- 5代ラグラン男爵フィッツロイ・ジョン・サマセット（英語版） (1927-2010)
- 6代ラグラン男爵ジェフリー・サマセット（英語版） (1932-)
  - 法定推定相続人は現当主の孫イニゴ・アーサー・フィッツロイ・サマセット閣下 (2004-)。